# H-E-B 파크
H-E-B 파크(H-E-B Park)은 미국의 축구 전용 경기장이다. 텍사스주 에딘버그에 위치하고 있으며 USL 리오그란데밸리 FC 토로스의 홈경기장이다